# Радковиці (Стараховицький повіт)
Радковиці (пол. Radkowice) — село в Польщі, у гміні Павлув Стараховицького повіту Свентокшиського воєводства.
Населення — 639 осіб (2011).
У 1975-1998 роках село належало до Келецького воєводства.

## Демографія
Демографічна структура на день 31 березня 2011 року:
|          | Загалом | Допрацездатний вік | Працездатний вік | Постпрацездатний вік |
| -------- | ------- | ------------------ | ---------------- | -------------------- |
| Чоловіки | 335     | 91                 | 210              | 34                   |
| Жінки    | 304     | 71                 | 162              | 71                   |
| Разом    | 639     | 162                | 372              | 105                  |